# Ren et Stimpy
Ren & Stimpy "Adult Party Cartoon"
Ren et Stimpy (The Ren and Stimpy Show) est une série télévisée d'animation américaine en 52 épisodes de 22 minutes (93 segments de 11 ou 22 minutes) créée par John Kricfalusi et diffusée entre le 11 août 1991 et le 16 décembre 1995 sur Nickelodeon, dans le programme Nicktoons parmi d'autres séries telles que Les Razmoket et Doug. Comme l'indique le titre, la série met en scène deux personnages du nom de Ren Höek (Ren), un chihuahua émotionnellement instable, et Stimpson J. Cat (Stimpy), un chat bienveillant.
La série a été plutôt bien accueillie dans son ensemble durant et après sa diffusion et a joué un rôle significatif dans l'animation télévisuelle qui, pour certains critiques, est créditée comme satirique, du même gabarit que celle d'autres séries telles que Beavis et Butt-Head (Beavis and Butt-head) et South Park. Durant sa diffusion, Ren et Stimpy a été particulièrement critiquée pour sa violence et son caractère sexuel, ce qui a mené à des altercations au sein de l'équipe Nickelodeon. Une série dérivée pour adultes, Ren & Stimpy "Adult Party Cartoon", a été diffusée en 2003 sur Spike TV, mais supprimée peu après sa première diffusion.
En France, la série a été diffusée à partir du 21 août 1992 sur Canal+ et rediffusée en 2000 sur Télétoon+, Nickelodeon France, puis en 2006 sur Game One. 
Au Québec, la série a été diffusée à partir du 4 mars 1998 sur Télétoon.

## Synopsis
En vedette : deux acolytes, Ren et Stimpy. Ren est un chihuahua prétentieux, dominateur, hargneux, égoïste, agressif et violent. Il a souvent l'habitude de piquer des crises de colère spectaculaires et hilarantes contre Stimpy, son inséparable ami, un chat ébouriffé d'une stupidité étonnante. Ensemble, ils parcourent le monde, allant parfois même au-delà de celui-ci, dans des aventures insensées.

## Personnages
Ren Höek est un chihuahua émotionnel et caractériel. Kricfalusi double la voix originale de Ren, à la manière d'un Peter Lorre démentiel,. Après le renvoi de Kricfalusi, Billy West, qui double Stimpy, reprend la voix de Ren à la manière de Burl Ives, Kirk Douglas accompagné d'un léger « accent frontalier » jusqu'à la fin de l'émission. Stimpson « Stimpy » J. Cat est un chat bienveillant âgé de 4 ans.
D'autres personnages apparaissent également dans l'émission ; certains seulement apparaissent dans un seul épisode, tandis que d'autres sont des personnages récurrents, jouant plusieurs différents rôles. Ren et Stimpy jouent eux-mêmes de nombreux rôles. Le scénario est projeté dans le présent, et l'équipe de production tente d'éviter tout gag concernant les événements actuels. Certains des personnages secondaires influencent directement le scénario, tandis que d'autres font une brève apparition. Quelques célébrités ont prêté leur voix à des personnages incluant Michael Jackson, Heavy D, Flavor Flav, Salt,  Pepa, Frank Zappa, Eartha Kitt, David L. Lander, Michael McKean, Eddie Deezen, Cheech, Chong, Randy Quaid, Gilbert Gottfried, Paul Reubens, Bill Mumy, Al Pacino, June Lockhart, Betty White, Rosie O'Donnell, David Spade, Dom DeLuise, Phil Hartman, David Hasselhoff, Patrick Warburton,  Mark Hamill, Jeffrey Tambor, Frank Gorshin et Tommy Davidson.
Le scénario de l'émission se déroulant dans le présent (à l'époque des années 1990), les producteurs tentent d'éviter toute blague faisant référence à cette période. Également, plutôt que d'y incorporer des publicités basées sur l'émission, de fausses publicités ont été incluses principalement sur un produit nommé Log.

## Développement

### Conception
Selon l'animateur Bill Wray, John Kricfalusi a créé les personnages de Ren et Stimpy aux alentours de 1978 pour « s'amuser » pendant ses études au Sheridan College. Il crée Ren en s'inspirant d'une carte postale du photographe Elliott Erwitt intitulée New York City, 1946, montrant un chihuahua aux pieds d'une femme. La création de Stimpy a été inspiré d'un cartoon intitulé A Gruesome Twosome dans lequel les chats possèdent de gros nez. Kricfalusi présente à la société Nickelodeon trois idées d'émission, parmi elles une émission de variétés intitulée Our Gang ou Your Gang, une émission présentant des parodies de différents genres de cartoons. Ren et Stimpy étaient les animaux de compagnie d'un enfant dans Your Gang, parodiant le genre « chat et chien ». Vanessa Coffey, vice-présidente de l'animation à Nickelodeon, n'appréciait aucun de ses projets à l'exception des personnages Ren et Stimpy, qui obtiendront par la suite leur propre émission,.

### Spümcø (1991–1993)
La production du premier épisode débute en 1989 chez Nickelodeon, après acquisition des droits d'auteur par la société. Le scénario de l'émission est rédigé par la société de Kricfalusi, Spümcø, et annoncé quelques mois avant sa première diffusion sur Nickelodeon. Le premier épisode est diffusé à partir du 11 août 1991 accompagnée d'autres émissions telles que Doug et Les Razmoket. Spümcø continue la production de l'émission pendant deux ans avant leurs altercations avec l'équipe Nickelodeon.
Kricfalusi explique que ses premières années à Nickelodeon étaient « simples », et s'entendait plutôt bien avec Coffey, la productrice exécutive de l'émission. Néanmoins, le projet Ren et Stimpy demeure intact avant l'arrivée d'un autre exécutif qui a voulu par la suite changer certains épisodes. De plus, Kricfalusi estime le coût de production de l'émission par Spümcø à 6 millions $.
La relation entre Kricfalusi et Nickelodeon se détériore au point que Kricfalusi ne communiquerait avec Nickelodeon que par l'intermédiaire de son avocat. Andy Mangels, critique du magazine Wizard dit que les retards de délais de Kricfalusi énervent non seulement la chaîne, mais aussi ses fidèles téléspectateurs. L'autre raison de ses désaccords est la direction artistique de la série. Kricfalusi dit que l'épisode " Man Best Friend " est la principale cause de son licenciement, le personnage de Georges Liquor est décris dans l'épisode comme une figure paternelle abusive et Nickelodeon ne voulait pas que l'émission soit plus effrayante et dramatique.

### Games Animation (1993–1996)
Kricfalusi est démis de ses fonctions par Nickelodeon en septembre 1992. Les épisodes sont désormais réalisés dans les nouveaux locaux de Nickelodeon, Games Animation, plus tard renommés Nickelodeon Animation Studios. Bob Camp devient le réalisateur tandis que West, ayant refusé de partir avec Kricfalusi, double à la fois Ren et Stimpy,,. 
Les fans et critiques estiment à ce moment que l'émission prend une autre tournure, avec de nouveaux épisodes moins appréciés que les précédents,. Ted Drozdowski, critique du Boston Phoenix, dit que "la floraison s'est estompée sur Ren & Stimpy ". L'historien de l'animation Michael Barrier écrit que si les créateurs des épisodes de Games Animation ont utilisé des gags à l'humour pipi-caca similaires à celles utilisées par Kricfalusi, ils n'ont pas "trouvé le matériel particulièrement drôle; ils faisaient simplement ce qui était attendu".
La série termine sa diffusion originale le 16 décembre 1995 avec l'épisode " A Scooter for Yaksmas ", bien que l'épisode de la dernière saison Sawny et Moi / La Dernière Tentation (Sammy and Me/The Last Temptation) soit resté inédit. Presque un an plus tard, l'épisode a été diffusé sur MTV, la chaîne sœur de Nickelodeon, le 20 octobre 1996.

## Production

### Système de production
Le système d'animation pour Ren et Stimpy est celui utilisé durant l'âge d'or des cartoons, durant lequel un réalisateur supervise une équipe de production du début jusqu'à la fin,. L'animateur Vincent Waller compare ses travaux sur Ren et Stimpy et Bob l'éponge lors d'une entrevue. Bill Wray note le manque initial de produits dérivés comme « élément unique et radical » pour Ren et Stimpy, car aucune société ne voulait en fabriquer, et Nickelodeon ne souhaitait pas « surexploiter » la série avec de tels produits.

### Style d'animation
L'esthétique de l'animation se base sur celui de l'âge d'or des cartoons,,, en particulier sur celui de Bob Clampett avec la manière dont les personnages déforment leur corps avec intensité lorsqu'ils expriment leurs émotions.

### Musiques
Ren et Stimpy utilise une grande variété de genres musicaux incluant rockabilly, folk, pop, jazz, musique classique, jingle, et autres. Les génériques d'ouverture et de fin ont été composées par l'équipe de Spümcø sous le titre de Die Screaming Leiderhôsens,. Trois albums Ren et Stimpy ont été commercialisés : Crock O' Christmas, You Eediot! et Radio Daze. En plus des musiques uniquement composées pour l'émission, d'autres musiques déjà existantes ont été utilisés dans les épisodes comme celles de Raymond Scott, Debussy, Tchaikovsky, Beethoven, Alexander Borodin, Antonín Dvořák, Rossini (en particulier The Thieving Magpie), et Frederic Bayco,.
L'anthem de Stimpy intitulé Happy, Happy, Joy, Joy a été composé par Christopher Reccardi et écrit par Charlie Brissette et John Kricfalusi. Une reprise de cette chanson, effectuée par Wax, est incluse dans l'album Saturday Morning: Cartoons' Greatest Hits, produit par Ralph Sall pour le label MCA Records.

### Controverses et censures
Les créateurs de Ren et Stimpy ne voulaient pas créer une série « éducative », une décision qui est allée à l'encontre des principes de la société Nickelodeon. Tandis que l'émission se popularise, des parents se plaignent du fait que Stimpy est victime de violences répétées de la part de Ren. D'autres téléspectateurs se plaignent de l'humour et du langage grossiers de l'émission,. Malgré ces critiques, le groupe britannique CIC Video classifie les épisodes des studios Spümcø en U (tout âge) tandis que d'autres épisodes ont été classifiés PG.

## Épisodes
La série s'est étendue sur cinq saisons, chacune contenant 52 épisodes. L'émission a été produite par le studio d'animation Spümcø de Kricfalusi durant les deux premières saisons. Au commencement de la troisième saison (1993-1994), l'émission est produit par Nickelodeon's Games Animation.
| Saison | Saison  | Épisodes | Diffusion orignale | Diffusion orignale |
| Saison | Saison  | Épisodes | Début de saison    | Fin de saison      |
| ------ | ------- | -------- | ------------------ | ------------------ |
|        | Pilotes | Pilotes  | 15 septembre 1991  | 15 septembre 1991  |
|        | 1       | 6        | 11 août 1991       | 23 février 1992    |
|        | 2       | 12       | 15 août 1992       | 23 mai 1993        |
|        | 3       | 10       | 20 novembre 1993   | 30 juillet 1994    |
|        | 4       | 14       | 1er octobre 1994   | 1er avril 1995     |
|        | 5       | 10       | 3 juin 1995        | 16 décembre 1995   |

## Diffusion
La série est lancée le 11 août 1991 sur Nickelodeon, soit le même jour que Doug et Les Razmoket.

### En France
La série débute en France le 21 août 1992 sur Canal+ en remplacement de la série Les Simpson et dont la diffusion de la 3ème saison est terminée. Ren et Stimpy connait une période de diffusion française difficile. La série est interrompue le 28 août 1992 date de la diffusion du dernier épisode de la 1ère saison. Canal+ rediffuse la série du 21 au 28 août 1993 pour seulement 2 épisodes. Plus tard, la chaîne diffuse la 2ème saison du 2 juillet au 27 août 1994, date à laquelle Canal+ cesse la diffusion de la série.
La plupart des chaînes de télévision hertziennes comme France 3 et M6 refusent la diffusion de la série à cause de son contenu subversif.
Télétoon+ diffuse la série pour la soirée de 2000 à 2001 pour les 3 saisons inédites et Game One prend le relais en 2006 avant de mettre fin définitivement à la diffusion de la série le 4 janvier 2008.
Ren et Stimpy est rediffusé en France sur Nickelodeon France du 2 au 15 août 2024. La série sera diffusée sur Comedy Central à partir du 9 septembre 2024.

## Influence
L'influence immédiate de l'émission a donner naissance à deux " Clones ", Bêtes comme chien du studio Hanna-Barbera, dans lesquels les artistes de Spumco, y compris Kricfalusi ont eu une implication limitée après leur départ de Ren et Stimpy ; et Croquette & Snif de Disney.  Cependant, l'émission a eu une influence plus large sur l'avenir de l'animation. Mike Judge attribue la volonté de MTV de créer Beavis et Butt-Head dans la foulée de Ren et Stimpy sur la chaîne. Une influence directe est visible dans la série Bob l'éponge avec les dessins physiquement extrêmes qui contrastent avec l'apparence habituelle des personnages et les gros plans grotesques.
Les personnages sont devenus un phénomène culturel au milieu des années 1990 et apparaissent dans des œuvres telles que le film Clueless.
Marc du Pontavice s’est inspiré de la série pour son œuvre Les Zinzins de l’espace née de l'imagination de Jean-Yves Raimbaud.

## Adult Party Cartoon(2003–2004)
En 2003, Kricfalusi relance la nouvelle série Ren & Stimpy "Adult Party Cartoon". Cette nouvelle version de l'émission est diffusée pour la première fois aux États-Unis sur Spike TV. L'émission, comme son titre l'indique, explore des thèmes plus adultes, dont une relation homosexuelle particulièrement explicite entre les deux personnages principaux et un épisode basé sur la nudité féminine. Billy West décline le doublage de Stimpy dans cette émission, expliquant que cette dernière n'est « pas drôle » et que la rejoindre aurait sali sa carrière. Eric Bauza double Stimpy, tandis que Kricfalusi reprend le rôle de Ren. L'émission débute avec l'épisode Man's Best Friend avant la réalisation de nouveaux épisodes. Les fans et critiques accueillent négativement l'émission dès son premier épisode qui montrait l'ingestion de fluides corporels tels que du mucus nasal, de la salive et du vomi. Seuls trois épisodes sur neuf ont été produits à ce moment. Après ces trois épisodes, Spike TV décide de supprimer cette émission de sa chaîne.

## Distribution

### Voix originales
- John Kricfalusi : Ren (Saison 1 & 2)
- Billy West : Stimpy, Ren (à partir de la saison 3)

### Voix françaises
- Bernard Ménez puis Gérard Surugue : Ren / voix additionnelles
- Henri Guybet : Stimpy / voix additionnelles
- Jean-François Kopf : le yack / voix additionnelles
- Philippe Ogouz : voix additionnelles
- Natacha Gerritsen : Anthony (saison 2, épisode 11) / voix additionnelles
- François Leccia : Wilbur Cobb / voix additionnelles
- Dominique Dumont : voix secondaires

## Média

### Jeux vidéo
| Titre                                         | Plateforme                           | Date de sortie |
| --------------------------------------------- | ------------------------------------ | -------------- |
| Ren and Stimpy: Space Cadet Adventures        | Game Boy                             | 1992           |
| Ren & Stimpy Show: Buckeroo$                  | NES et Super NES                     | 1993           |
| The Ren & Stimpy Show: Veediots!              | Super NES et Game Boy                | 1993           |
| Ren Hoek and Stimpy: Quest for the Shaven Yak | Sega Game Gear et Sega Master System | 1993, 1995     |
| The Ren and Stimpy Show: Stimpy's Invention   | Sega Megadrive                       | 1993           |
| Ren and Stimpy Show Part II: Fire Dogs        | Super NES                            | 1994           |
| Ren and Stimpy Show Part III: Time Warp       | Super NES                            | 1994           |
| Nicktoons Racing                              | PC, PlayStation, et Game Boy Advance |                |
| Ren and Stimpy Pinball                        | Mobile                               |                |
| Nicktoons: Attack of the Toybots              | Wii et PlayStation 2                 |                |
| Nicktoons MLB (en)                            | Nintendo DS, Wii, et Xbox 360        |                |